# Геркулес и Омфала (картина Рубенса)
«Геркулес и Омфала» (фр. Hercule et Omphale) — картина фламандского живописца Питера Пауля Рубенса, написанная в период с 1602 по 1605 годы. Изображает мифологический сюжет о Геркулесе в рабстве у царицы Омфалы. Находится в коллекции Лувра в Париже (Франция).

## История
Картина была написана для генуэзского мецената Джованни Винченцо Империале, который хранил её до 1648 года. Полотно было парным к «Смерти Адониса» Рубенса (1614). Затем картина переходила к Империале Франческо Мария (1661), Карлу II Гонзагскому, шведской королеве Кристине (1685), Одесхальки дону Ливио, герцогу Браччано (1721) и Луи Филиппу (II) Жозефу, герцогу Орлеанскому, у которого была приобретена королём Людовиком XVI вместе с замком Сен-Клу в 1785 году. Картина была отреставрирована в 1973—1983 годах.

## Сюжет
После того, как в припадке безумия Геркулес убил Евритова сына Ифита, Дельфийский оракул приговорил его к году рабства для искупления своей вины. Купленный в качестве раба царицей Лидии Омфалой, он совершает у неё на службе ряд подвигов, направленных на избавление её царства от монстров, таких как керкопы, и разбойников, таких как итоны. Различные версии мифа посвящены любви Омфалы и Геркулеса. Наиболее распространена та, в которой, восхищаясь силой и подвигами Геркулеса, царица сделала его своим любовником, а затем и мужем, предварительно освободив от рабства. Однако у Овидия, Лукиана, Проперция и Сенеки Омфала обязывает Геракла носить женскую одежду и прясть шерсть, пока она носит его шкуру немейского льва и булаву. У Сенеки Омфала доходит даже до того, что наказывает героя, шлёпая его туфлей. Эта тема смены ролей в любви широко использовалась живописцами XVII и особенно XVIII веков ввиду её лёгкости и комичности. В XVIII веке происходит смещение акцента с деяний Геракла на его любовь. Произведения Рубенса, Франсуа Буше, Франсуа Лемуана — одни из самых известных полотен на эту мифологическую тему. Есть и другие версии, описывающие, что Геркулес, влюбившись в Омфалу, добровольно сделал себя её рабом, или что Пан распространил слух о герое, одетом как женщина, после того, как его самого прогнала Омфала.

## Описание
Геркулес и Омфала изображены обнажёнными. Царица, доминирующая над сценой, стоит на картине справа на основании саркофага, одетая в шкуру немейского льва, и опирается на булаву героя, который, лишь слегка прикрытый женской накидкой, сидит на скамейке поставив ноги поверх красного плаща царицы, в центре композиции, держа в одной руке прялку, в другой нить. Царица щиплет Геркулеса за ухо, в то время как рабыня в женской одежде стоит позади Геркулеса слева и прядёт, как и другие молодые рабыни, стоящие на коленях слева и смотрящие в сторону царицы. Белая собака, как символ верности, стоит справа у ног царицы. На заднем плане картины изображены античная архитектура и скульптуры (пилястра, аркада, гирлянды, бюст Пана), на переднем плане у ног героя, в основании саркофага расположен барельеф, изображающий быка, поверженного на землю.